# ジャン・アルテュイ

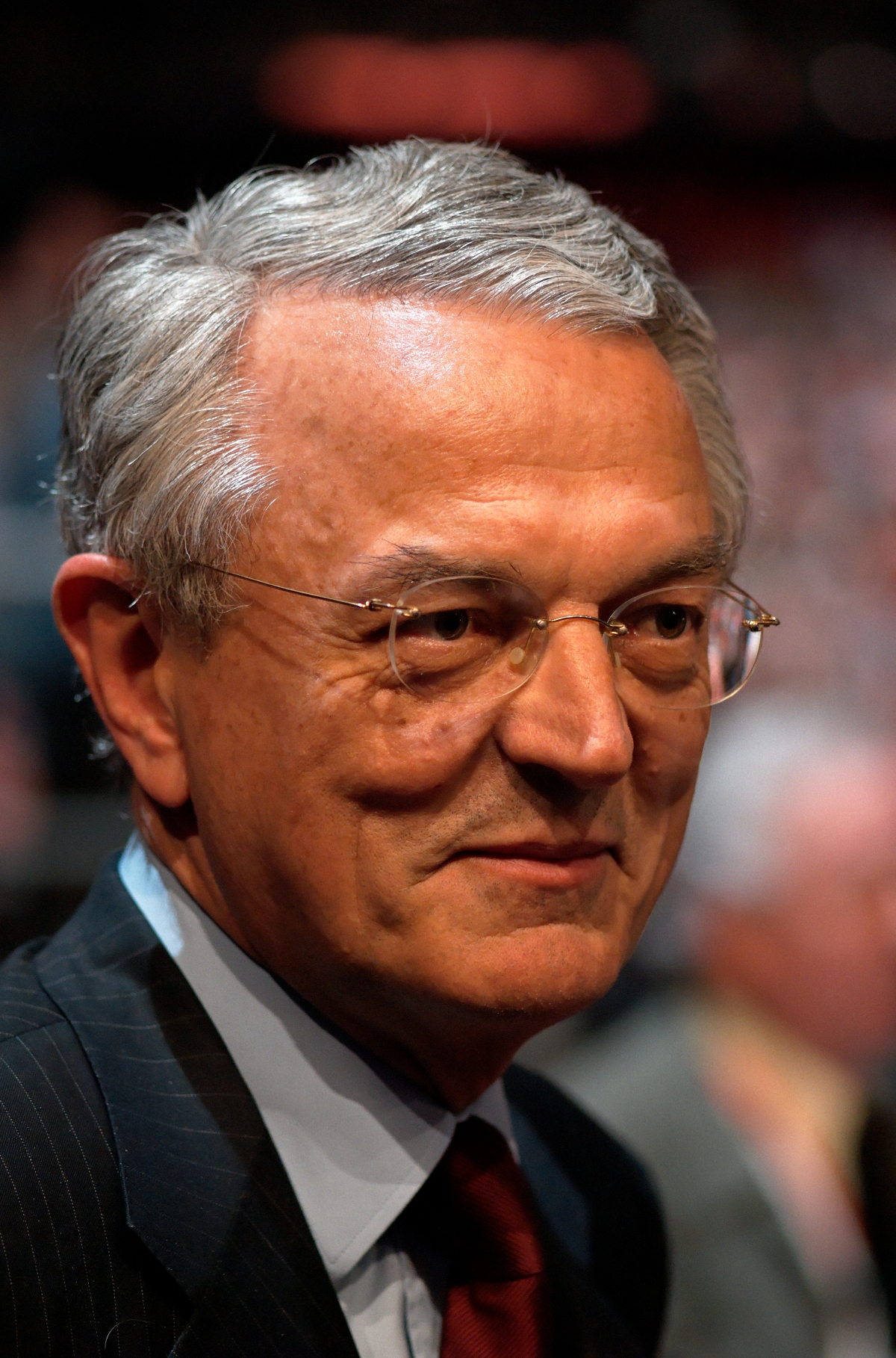
ジャン・アルテュイ

ジャン・アルテュイ（Jean Arthuis、1944年10月7日 - ）は、フランスの政治家。経済・財政・計画大臣（大蔵大臣、財務大臣に相当）を務めた。
メーヌ＝エ＝ロワール県サンマルタン・デュ・ボワ出身。パリ政治学院を卒業し、会計士の傍ら、マイエンヌ県議会議員を務める。上院元老院議員、マイエンヌ県議会議長。1982年ジャック・シラク内閣で社会問題・雇用担当担当大臣（閣外相）、経済相付消費競争担当相（閣外相）を経て、1995年アラン・ジュペ内閣で蔵相を務めた。
現在は、上院財政委員長。マイエンヌ県議会議長でもある。